# Pristomyrmex boltoni
Pristomyrmex boltoni é uma espécie de formiga do gênero Pristomyrmex, pertencente à subfamília Myrmicinae.